# Rubus nitidus
Rubus nitidus là loài thực vật có hoa trong họ Hoa hồng. Loài này được Weihe & Nees miêu tả khoa học đầu tiên năm 1822.